# Martin Luther King III
Martin Luther King III (Montgomery, Alabama, 23 de outubro de 1957) é um advogado ativista americano. Ele é o filho mais velho do também ativista Martin Luther King Jr. e Coretta Scott King. Ele é também o irmão de Yolanda Denise King. Martin estudou na escola de Galloway e depois no Morehouse College, a mesma escola que seu pai, seu avô e seu bisavô estudaram.

## Biografia
Martin nasceu em 23 de outubro de 1957, com o mesmo nome de seu pai, King, Jr. Ele morou em Atlanta, na Geórgia, e tinha dez anos quando seu pai foi assassinado, em 1968. Martin morou com a mãe de sua infância até a sua vida adulta. Como um adulto, ele era um homem tímido e pouco social, e os amigos reclamavam de seu excesso de trabalho, em parte devido à pressão para estar à altura do nome do pai. Um amigo certa vez disse da King que "Vê-lo é como ver alguém tentando superar-se. É como se existisse um fantasma na frente dele e King estivesse sempre tentando pegá-lo."
Martin serviu como presidente da Fulton County, na Geórgia, de 1987 a 1993. Ele foi derrotado à reeleição após a revelação de que devia ao governo federal mais de US$ 200 000 em impostos e multas. Atualmente é um comissário na empresa Estate of Martin Luther King Jr. Inc.